# Crocus scharojanii
Crocus scharojanii är en irisväxtart som beskrevs av Franz Josef Ivanovich Ruprecht. Crocus scharojanii ingår i släktet krokusar, och familjen irisväxter.

## Underarter
Arten delas in i följande underarter:
- C. s. lazicus
- C. s. scharojanii

## Bildgalleri

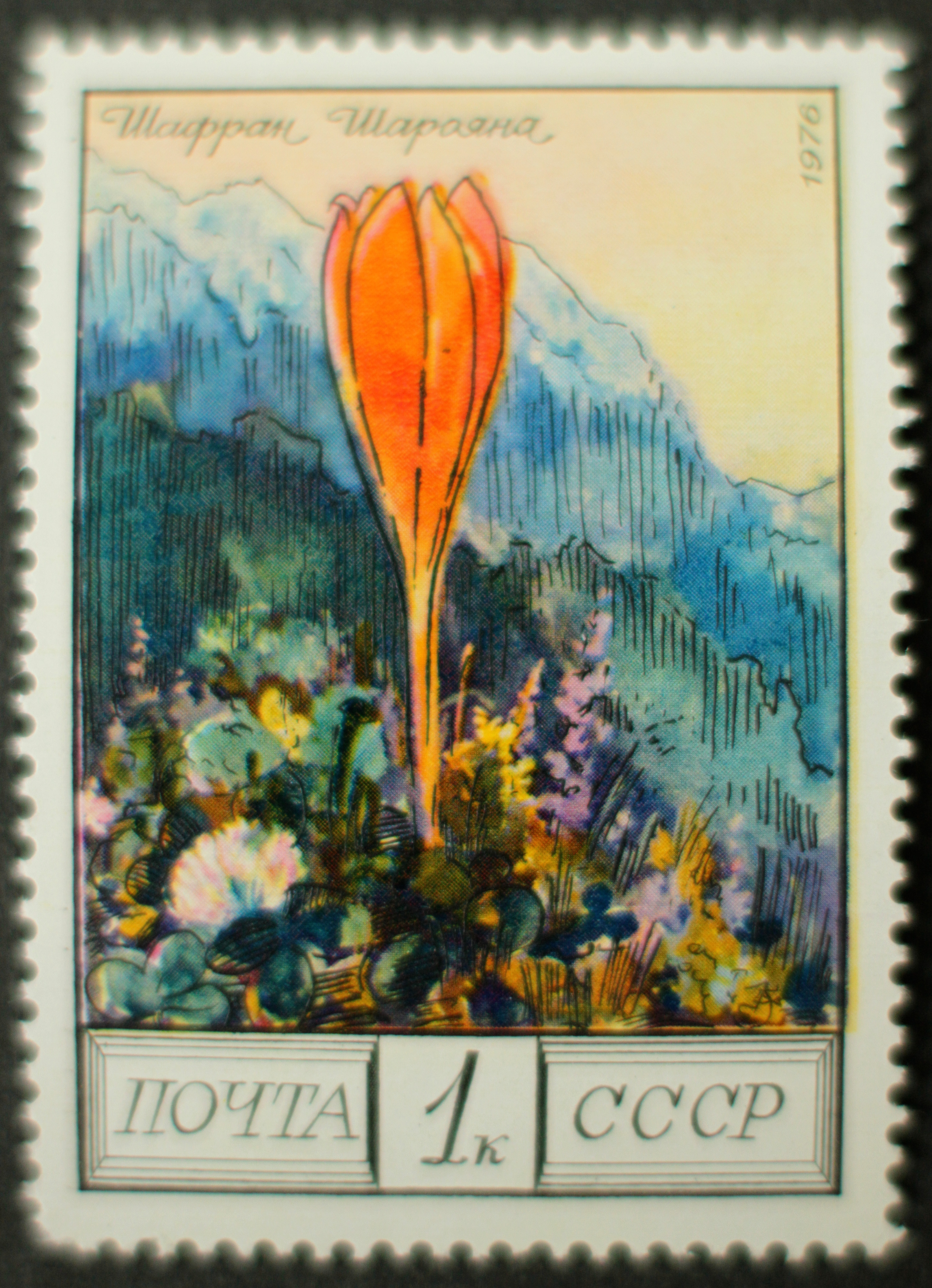